# David Bruckner
Pour les articles homonymes, voir Bruckner.
David Bruckner est un réalisateur, scénariste et producteur de cinéma américain né en 1977 ou 1978. Il est spécialisé dans les films d'horreur.

## Biographie
David Bruckner grandit à Atlanta. Il est le fils d'un inspecteur de police et d'une infirmière des urgences. Il fréquente l'université de Géorgie, aux côtés d'A. J. Bowen (en) et Jacob Gentry. Ils écriront et réaliseront ensuite le film The Signal (2007) avec la collaboration de Dan Bush.
The Signal est développé à Atlanta grâce à leur réseau de connaissances. Il s'inspire en partie du concept du cadavre exquis.
Non disponible pour le film à sketches V/H/S, Jacob Gentry suggère son ami David Bruckner, qui écrit et réalise le segment Amateur Night. En 2012, il dévoile également le court métrage Talk Show. David Bruckner devait ensuite réaliser un reboot de la franchise Vendredi 13 pour Paramount Pictures, mais le projet est abandonné en 2015.
Il participe finalement à un nouveau film à sketches horrifique, Southbound, présenté au festival international du film de Toronto 2015 puis sorti en salles en 2016,.
En 2016, il produit le film SiREN de Gregg Bishop qui est basé sur son segment Amateur Night de V/H/S. En 2017, sort son premier long métrage en solo Le Rituel, adapté d'un roman d'Adam Nevill. Présenté au festival international du film de Toronto 2017, le film est ensuite acquis par Netflix. Il dirige ensuite Rebecca Hall dans La Proie d'une ombre. Le film est présenté au festival du film de Sundance 2020 mais ne sort au cinéma qu'en 2021 en raison de la pandémie de Covid-19.
En 2020, il est annoncé à la réalisation d'un reboot de la franchise Hellraiser.

## Filmographie
Sauf indication contraire, les informations mentionnées dans cette section peuvent être confirmées par la base de données cinématographiques IMDb,  présente dans la section « Liens externes ».

### Réalisateur
- 2007 : The Signal (coréalisé par Dan Bush et Jacob Gentry)
- 2011 : Talk Show (court métrage)
- 2012 : V/H/S - segment Amateur Night
- 2015 : Southbound - segment The Accident
- 2017 : Le Rituel (The Ritual)
- 2019 : Creepshow (série TV) - 2 épisodes
- 2020 : La Proie d'une ombre (The Night House)
- 2022 : Hellraiser

### Scénariste
- 2007 : The Signal de lui-même, Dan Bush et Jacob Gentry
- 2011 : Talk Show (court métrage) de lui-même
- 2012 : V/H/S - segment Amateur Night de lui-même
- 2015 : Southbound - segment The Accident de lui-même

### Producteur / producteur délégué
- 2011 : Talk Show (court métrage) de lui-même
- 2012 : V/H/S - segment Amateur Night de lui-même
- 2016 : Siren de Gregg Bishop
- 2020 : La Proie d'une ombre (The Night House) de lui-même
- prochainement : Personne ne sort d'ici vivant (No One Gets Out Alive) de Santiago Menghini

### Acteur
- 2004 : Last Goodbye de Jacob Gentry : le directeur du théâtre
- 2007 : The Signal de lui-même, Dan Bush et Jacob Gentry : l'homme qui crie
- 2016 : Beyond the Gates de Jackson Stewart : le gars des 80s
- 2018 : Your Filthy Heart (court métrage) d'Evan Dickson : Greg
- 2019 : Meadowlark (court métrage) de Frank Fearon : Drifter